# 赫克托·坎波斯
赫克托·坎波斯（1988年12月19日—）是一名阿根廷柔道運動員，曾代表國家參加2012年倫敦奧運的男子90公斤級柔道比賽，並未獲得獎牌。他也曾參加2015年泛美運動會。